# Julien Sablé
Julien Sablé (* 11. září 1980, Marseille) je francouzský fotbalový záložník a bývalý mládežnický reprezentant, který působí od roku 2012 ve francouzském klubu SC Bastia.
Podstatnou část své kariéry strávil v klubu AS Saint-Étienne.

## Klubová kariéra
Sablé hrál za francouzské kluby AS Saint-Étienne (zde debutoval v sezóne 1997/98 v profesionálním fotbale a později byl kapitánem), RC Lens, OGC Nice a SC Bastia.
V lednu 2009 přestoupil do OGC Nice. Od července do října 2012 byl bez smlouvy, v říjnu pak podepsal kontrakt s klubem SC Bastia.

## Reprezentační kariéra
Byl členem francouzských mládežnických výběrů. Zúčastnil se Mistrovství Evropy hráčů do 21 let v roce 2002 ve Švýcarsku, kde Francie podlehla ve finále české jedenadvacítce v penaltovém rozstřelu a získala stříbro.